# La Balance
Pour les articles homonymes, voir balance.
Pour plus de détails, voir Fiche technique et Distribution.
La Balance est un film policier français réalisé par Bob Swaim et sorti en 1982. Il a remporté le César du meilleur film en 1983.

## Synopsis
Pour faire face à la croissance d'une nouvelle criminalité, « sauvage » et plus violente, la police judiciaire crée les Brigades territoriales, seules unités de la police intégrées dans le tissu urbain de la pègre. Chaque groupe a son propre réseau d'informateurs sans lequel il ne peut pas travailler. Ces informateurs, ou indicateurs, sont surnommés « les balances ». (Introduction du film)
Un soir à Belleville, Paulo, une « balance », est assassiné. L'inspecteur principal Palouzi, un des inspecteurs de la Brigade territoriale qui a souvent eu recours à ses services, soupçonne que son indicateur ait été éliminé par Roger Massina, un « gros bonnet » du quartier, qu'il poursuit depuis longtemps mais contre lequel il n'a aucune preuve. Il veut alors à tout prix trouver d'autres informateurs pour pouvoir « coincer » le caïd. Son choix se porte sur un petit proxénète, André Laffont, dit « Dédé », un ancien membre de la bande de Massina, ainsi que sur sa petite amie, Nicole Danet, une prostituée.

## Commentaires
Ce film traite des méthodes d'infiltration de la police judiciaire (brigades territoriales) dans les années 1980. Le film a innové non seulement dans la manière de montrer le travail de la police et de certaines de ses méthodes mais surtout mettant en lumière les relations plus qu’ambiguës entre les policiers et les truands[réf. nécessaire]. Il a donné leur chance à une nouvelle génération d'acteurs dont Nathalie Baye, Philippe Léotard et Richard Berry.
Le film se déroule presque entièrement dans le quartier de Belleville, alors extrêmement délabré, à Paris[réf. souhaitée].
Le film peut être vu, comme un témoignage de ce qu'était les anciens quartiers de Paris à l'époque, comme d'autres films tournés à cette période : Tchao Pantin ou encore Le Marginal.
Le scénario du film a été écrit par Mathieu Fabiani, qui était à l'époque inspecteur de la 4e brigade territoriale à Belleville de 1974 à 1985.
Un projet de remake du film est annoncé en 2013, produit par Thomas Langmann.

## Fiche technique
- Réalisation : Bob Swaim, assisté d'Alain Tasma
- Scénario : Bob Swaim et Mathieu Fabiani
- Directeur de la photographie : Bernard Zitzermann
- Montage : Françoise Javet
- Musique : Boris Bergman, Roland Bocquet, Luc Laffite, Dany Revel et Jean-François Leroi, Lounis Aït-Menguellet
- Décors : Éric Moulard
- Costumes : Catherine Meurisse
- Effets spéciaux : Jean-François Cousson
- Cascades : Daniel Vérité et Roland Neunreuther
- Casting : Dominique Besnehard
- Producteurs : Georges Dancigers et Alexandre Mnouchkine
- Sociétés de production : Les Films Ariane et Films A2
- Sociétés de distribution : Acteurs Auteurs Associés, TF1 Vidéo, Gala Film Distributors (Royaume-Uni), International Spectrafilm (États-Unis), CBS/Fox (RFA)
- Durée : 102 minutes
- Pays d'origine : France
- Langue : français
- Format : Couleur (Eastmancolor) - 1.66:1
- Son : Monophonique
- Date de sortie : 10 novembre 1982 (France)
- Box-office France : 4 192 189 entrées
- Affiche : Michel Landi (France)

## Distribution
- Nathalie Baye : Nicole Danet dit Nini
- Philippe Léotard : André Laffont dit Dédé
- Richard Berry : l'inspecteur principal Mathias Palouzi dit L'embrouille
- Christophe Malavoy : Tintin
- Maurice Ronet : Roger Massina, truand corse
- Tchéky Karyo : Petrovic, truand yougoslave
- Bernard Freyd : Casta dit Le capitaine
- Jean-Paul Comart : Le belge
- Albert Dray : Carlini
- Florent Pagny : Simoni
- Raouf Ben Yaghlane : Mohamed Djerbi
- Galia Salimo (créditée Galia Dujardin) : Sabrina, la prostituée transsexuelle
- Sam Karmann : Paulo Sanchez
- Robert Atlan : Ayouche
- Luc-Antoine Diquéro : Picard
- Jean-Daniel Laval : Arnaud
- Geoffrey Carey : le valet
- Michel Amphoux : Guy
- Gérard Beaume : premier trafiquant punk
- Pierre-Marie Escourrou : deuxième trafiquant punk
- Claude Villers : le patron de l'Oasis
- Mostefa Zerguine : le guetteur
- Patrick Guillaumes : le flic timide
- Catherine Le Dall : la contractuelle
- Guy Dhers : Calemard
- François Berléand : l'inspecteur de la Mondaine
- Sidney Boccara
- Marc Ballif : un dealer
- Christian Gaubert : tueur 1
- David Overbey : tueur 2

## Distinctions
- César du meilleur film
- Nomination au César du meilleur réalisateur : Bob Swaim
- Nomination au César du meilleur scénario original ou adaptation : Bob Swaim et Mathieu Fabiani
- César du meilleur acteur : Philippe Léotard
- César de la meilleure actrice : Nathalie Baye
- Nomination au César du meilleur espoir masculin : Tchéky Karyo et Jean-Paul Comart